# Thomas Andrews (Physikochemiker)

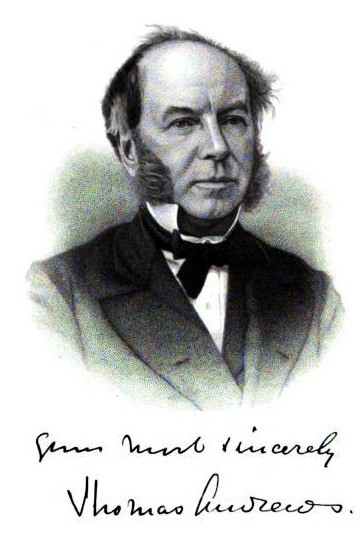
Thomas Andrews

Thomas Andrews (* 19. Dezember 1813 in Belfast; † 26. November 1885 ebenda) war ein irischer Physiker und Chemiker.

## Leben und Wirken
Er besuchte die Belfast Academy und das Academical Institution. 1828 studierte er an der Universität Glasgow unter Professor Thomas Thomson Chemie. 1830 studierte er mit Pasteur bei Jean-Baptiste Dumas in Paris und 1831 zog er auf das Trinity College in Dublin und erwarb dort eine Auszeichnung in den klassischen Wissenschaften sowie in den klassischen Altertumswissenschaften.
Er promovierte 1835 an der Universität Edinburgh als Doktor der Medizin und schloss eine medizinische Praxis erfolgreich ab. 
Er wurde praktischer Arzt in Belfast sowie Professor für Chemie an der neugegründeten Hochschule für Medizin der Academical Institution in Belfast. Ab 1839 war er Mitglied der Royal Irish Academy. 1845 war Andrews Vizepräsident sowie Professor für Chemie am Queens’ College in Belfast. Er lieferte bedeutende Arbeiten zur Wärmeentwicklung bei chemischen Prozessen, zum Verbrennungsprozess und über das Ozon. 
Er leistete Arbeiten zur Gasverflüssigung (besonders Kohlendioxid), zur elektrischen Leitfähigkeit heißer Gase und auf dem Gebiet der Galvanisierung. 1861 entdeckte Andrews, dass sich Gase oberhalb einer bestimmten Temperatur nicht mehr durch Druck in flüssige Form überführen lassen. 1863 schloss er erstmals auf die Existenz einer kritischen Temperatur und bestimmte Oxidations- und Neutralisationswärmen. Er interpretierte Ozon als Modifikation des Sauerstoffs. Nach ihm ist das Andrews-Diagramm zur Darstellung der thermischen Zustandsgleichung von Gasen benannt. 
1879 zog er sich aus gesundheitlichen Gründen zurück.

## Auszeichnungen
Neben zahlreichen Ehrendoktoraten erhielt er das Diplom des Royal College of Surgeons in Edinburgh und 1844 die Royal Medal. 1849 wurde er Mitglied der Royal Society in London, 1870 Mitglied der Royal Society of Edinburgh und 1884 korrespondierendes Mitglied der Göttinger Akademie der Wissenschaften.

## Schriften
- Ueber die Continuität der gasförmigen und flüssigen Zustände der Materie, und über den gasförmigen Zustand der Materie (1869, 1876). Herausgegeben von Arthur von Oettingen und Kenji Tsuruta. Ostwalds Klassiker Nr. 132, Leipzig 1902, Archive